# Andreas Nilsson (calciatore)
Andreas Nilsson (Malmö, 26 gennaio 1910 – Malmö, 1º ottobre 2011) è stato un calciatore svedese, di ruolo centrocampista, che giocò per l'intera carriera nel Malmö FF.

## Carriera
Nilsson ha iniziato a giocare a calcio nel club giovanile locale Vici a Malmö. A diciannove anni nel 1929 si trasferì al Malmö FF che giocava in Division 2, all'epoca il secondo livello del calcio svedese. Faceva parte della squadra che vinse il campionato nel 1931 e quindi fu promosso all'Allsvenskan per la prima volta nella storia del club. Anche Nilsson faceva parte della squadra che retrocesse nel 1934 e promossa ancora una volta all'Allsvenskan nel 1936. Nilsson giocò anche la sua prima e unica partita con la nazionale svedese nel 1936, quando la Svezia affrontò la Finlandia a Helsinki. Nilsson si ritirò nel 1940.
Nilsson diventò segretario del consiglio del Malmö FF nel 1940 e ricoprì tale posizione fino al 1960.
Nilsson fu presente all'inaugurazione del nuovo stadio del club, lo Swedbank Stadion, il 13 aprile 2009 quando diede il pallone ad Alexander Nilsson, il più giovane giocatore del Malmö FF tra gli undici titolari. Nilsson fu presente anche per l'ultima partita della stagione 2010 contro il Mjällby AIF quando il Malmö FF vinse la partita 2-0 e quindi anche il campionato di quella stagione; questa fu l'ultima partita in assoluto a cui Nilsson assistette. Andreas Nilsson è morto per cause naturali il 1º ottobre 2011 all'età di 101 anni.

## Palmarès
- Superettan: 2

1930-1931, 1935-1936